# تيريزا لي
تيريزا لي هي ممثلة كندية، ولدت في 25 فبراير 1970 بهونغ كونغ البريطانية في المملكة المتحدة.

## وصلات خارجية
- تيريزا لي على موقع IMDb (الإنجليزية)
- تيريزا لي على موقع قاعدة بيانات الفيلم (الإنجليزية)